# Françoise Masai
Françoise Simonne Masai (Ukkel, 10 december 1946) is een Belgisch voormalig topambtenaar.

## Levensloop
Françoise Masai is een dochter van historicus en taalkundige François Masai en Renée Kollmeyer. Ze behaalde een licentiaat in het economisch recht en promoveerde tot doctor in de rechten aan de Université libre de Bruxelles.
Ze ging in 1971 bij de Nationale Bank van België aan de slag. Van 1999 tot 2011 was ze er lid van het directiecomité en van 2011 tot mei 2014 vicegouverneur. Hiernaast was ze ook vicevoorzitter van de Hoge Raad van Financiën, lid van het comité van het Rentenfonds, lid van de raad van bestuur van het Zilverfonds, lid van het Comité van Bazel voor toezicht op het bankwezen en plaatsvervangend lid van het Monetair Comité van de Europese Unie.
Van 1994 tot 1999 was Masai kabinetschef van minister van Economische Zaken en vicepremier Elio Di Rupo (PS). Van 1999 tot 2002 was ze lid van de Commissie voor het Bank- en Financiewezen (CBF), van 2002 tot 2005 van het directiecomité van de Controledienst voor de Verzekeringen (CDV) en van 2005 tot 2011 van de raad van bestuur van de Commissie voor het Bank-, Financie- en Assurantiewezen (CBFA).
In juni 2014 werd ze in opvolging van Martine Durez voorzitter van de raad van bestuur van postbedrijf bpost. In mei 2017 werd ze in deze functie door François Cornelis opgevolgd. In 2013 werd ze lid van de Commissie Pensioenhervorming 2020-2040 en in 2015 van de daaropvolgende Academische Raad voor Pensioenen.
Ze was bovendien bestuurder van de Koning Boudewijnstichting, het Egmontinstituut en de Francqui-Stichting.